# Hegnera
Hegnera là một chi thực vật có hoa trong họ Đậu.